# Monsieur N.
Monsieur N. ist ein 2003 von Regisseur Antoine de Caunes inszenierte britisch-französisches Historiendrama mit Mysteryelementen. Der Film thematisiert das Exil Napoleon Bonapartes auf St. Helena und suggeriert, dass ihm die Flucht nach Louisiana gelang, wo er mit einer Engländerin verheiratet war und viel später starb.

## Handlung
Der Großteil der Handlung umreißt den Zeitraum des Exils des französischen Kaisers Napoleon Bonaparte auf der Insel St. Helena von 1815 bis zu seinem Tod 1821. Er wird aus der Sicht des fiktiven englischen Offiziers Basil Heathcote erzählt, dessen Aufgabe es ist Bonaparte und seine Offiziersentourage zu beaufsichtigen. Napoleon ist sich seiner isolierten Lage auf der entlegenen Insel bewusst und provoziert mit Sticheleien den übervorsichtigen britischen Gouverneur Hudson Lowe. Die englische Freundin Betsy Balcombe gesteht Napoleon ihre Liebe, die dieser unwirsch zurückweist. Albine de Montholon, hochschwanger, erwartet zu dieser Zeit ein Kind von ihm.
In einem Befreiungsversuch von Freibeutern, die an der Sandy Bay landen, sieht Napoleon ein Komplott seiner royalen französischen Feinde und zeigt ihn bei Hudson Lowe an. Bei einem Anschlag mit Arsen kommt Napoleons bester Freund Franceschi Cipriani ums Leben. Napoleon zieht sich monatelang zurück und stirbt eines Tages.
Im Jahr 1840 erfüllt die französische Regierung den letzten Wunsche des Kaisers, in Frankreich beerdigt zu werden und überführt seinen exhumierten Leichnam nach Paris. Beim Besuch des aufgebahrten Sarges überkommt Basil Heathcote der Verdacht, dass Napoleon noch lebt und stattdessen sein korsischer Freund Cipriani im Invalidendom bestattet wird. Besuche bei Hudson Lowe und Albine de Montholon bestärken ihn in seinem Verdacht. Wenige Monate später reist er nach Louisiana und sucht die große Plantage von Mr. Abell auf. Während er wartet, sieht er die jugendliche Tochter des Hauses namens Letizia (wie die Mutter Napoleons auch hieß) und auf die Ferne Mrs. Abell alias Betsy Balcombe. Ein Diener klärt Heathcote auf, dass Mr. Abell bereits seit vier Jahren verstorben sei. Ohne noch mit seiner Witwe zu sprechen, reist Heathcote ab.

## Hintergrund
- Die Drehorte befanden sich in Paris und Südafrika.
- Die Produktionskosten betrugen 15,9 Millionen US-Dollar.

## Nominierungen
César
- 2004 Nominierung für die Beste Filmmusik
- 2004 Nominierung für die Beste Kamera
- 2004 Nominierung für das Beste Produktionsdesign
- 2004 Nominierung für das Beste Kostümdesign